# Фалкенщайн
Фалкенщайн (на немски: Falkenstein (Pfalz)) е община в Рейнланд-Пфалц, Германия, със 191 жители (към 31 декември 2015).
За пръв път е споменат през 891 г.